# Enrique B. García
Enrique B. García (Buenos Aires, 5 de julio de 1892 - Mar del Plata, 28 de enero de 1952) fue un marino argentino que ejerció como gobernador de facto de la provincia de Tucumán y fue ministro de Marina de su país durante la primera presidencia de Juan Domingo Perón.

## Trayectoria
En 1928 fue secretario del Ministerio de Marina de la Nación. Incorporó a la Armada, como su primer comandante, al Crucero La Argentina en el año 1939. Tenía el rango de Capitán de Navío.
Con el rango de contraalmirante, fue interventor de la provincia de Tucumán entre el 13 de agosto de 1944 y el 25 de mayo de 1946, en que entregó el mando al gobernador electo, Carlos Domínguez.
Entre 1946 y 1949 presidió la Liga Naval Argentina. En 1948, el presidente Juan Domingo Perón lo nombró ministro de Marina. Al asumir el mando ya estaba retirado de la Armada y había llegado al rango de vicealmirante.
Durante su gestión se aprobó la Ley 17.094, que establecía que la soberanía de la Nación se extendía hasta las 200 millas marinas y hasta una profundidad de 200
metros. Se adquirieron algunas unidades navales, entre ellas dos cruceros a los Estados Unidos: el 9 de Julio y el 17 de Octubre, que más tarde sería rebautizado General Belgrano, y que sería hundido durante la Guerra de las Malvinas. Durante su gestión, el
gobierno argentino determinó la incorporación del “Boise” y “Phoenix” con una inversión de U$S 8.000.000 para su
adquisición.El Ministro de Marina, almirante Enrique B. García, ordenó el envío de sus primeras
dotaciones, quienes tras las pruebas de máquinas y armamento se trasladaron a Norfolk,donde realizaron diversos cursos de adaptación y adiestramiento.La ceremonia de afirmación de pabellones se realizó el 14 de abril de 1951 en la
citada Base, rebautizados por decreto N.º 6808 de 1951 “9 de Julio” al ex “Boise” y “17 de Octubre” al ex “Phoenix”.
Renunció por razones de salud en septiembre de 1951 y falleció en Mar del Plata al año siguiente.